# Дубно (буксир)
«Дубно» — рейдовий буксир проекту 737М Військово-Морських Сил України. Має бортовий номер U953. На сьогоднішній день захоплений російською армією.

## Історія
Рейдовий буксир проекту 737М був побудований на Петрозаводському СБЗ в 1974 році, під початковою назвою «РБ-295» заводський №С-566. Увійшов до складу Чорноморського флоту. В ході розподілу Чорноморського флоту ВМС СРСР 1 серпня 1997 року відійшов Україні та увійшов до складу ВМС України. В ВМСУ отримав нову назву — «Дубно» (бортовий номер U953). У 2014 році, в результаті російської агресії, рейдовий буксир «Дубно» був захоплений російською армією.